# Franziska Peer
Franziska Peer (født 6. maj 1987 i Kufstein, Tyrol) er en øtrigsk Bueskytte. Hun er medlem af skytteforeningen Angerberg.
I 2011 fik hun bronzemedalje i 10 meter armbrøst. I 2013 fik hun fem medaljer, heraf to af guld ved europamesterskaberne i Innsbruck, hvorefter hun i august 2014 blev verdensmester i 30 meter for hold.